# Xenia av Sankt Petersburg
Xenia av Sankt Petersburg (på ryska Ксения Петербургская) född mellan 1719 och 1730, död omkring 1803, helgon inom den ryska ortodoxa kyrkan. Hon var gift med överste Andrej Fjodorovitj Petrov och efter makens död var hon verksam under 45 år som en Kristi dåre i Sankt Petersburg. Hon blev helig dåre genom att efter sin makes död klä sig i makens kläder och säga att hon var han. Hon lämnade samtidigt sitt hem, gav bort allt hon ägde till de fattiga, och kom aldrig mer tillbaka, utan vandrade resten av sitt liv runt på St. Petersburgs gator. Hon hade alla de typiska kännetecknen på helig dårskap; den spelade sinnessjukdomen, provokationerna, enmansteatern, det gåtfulla talet, profetiorna som besannades, och miraklen. Hon är St. Petersburgs skyddshelgon.